# UTC−12
| Ora standard (tot anul) Ora standard (iarna din emisfera nordică) Ora standard (iarna din emisfera sudică) | Regiune maritimă în acest fus orar Ora de vară (vara din emisfera nordică) Ora de vară (vara din emisfera sudică) |

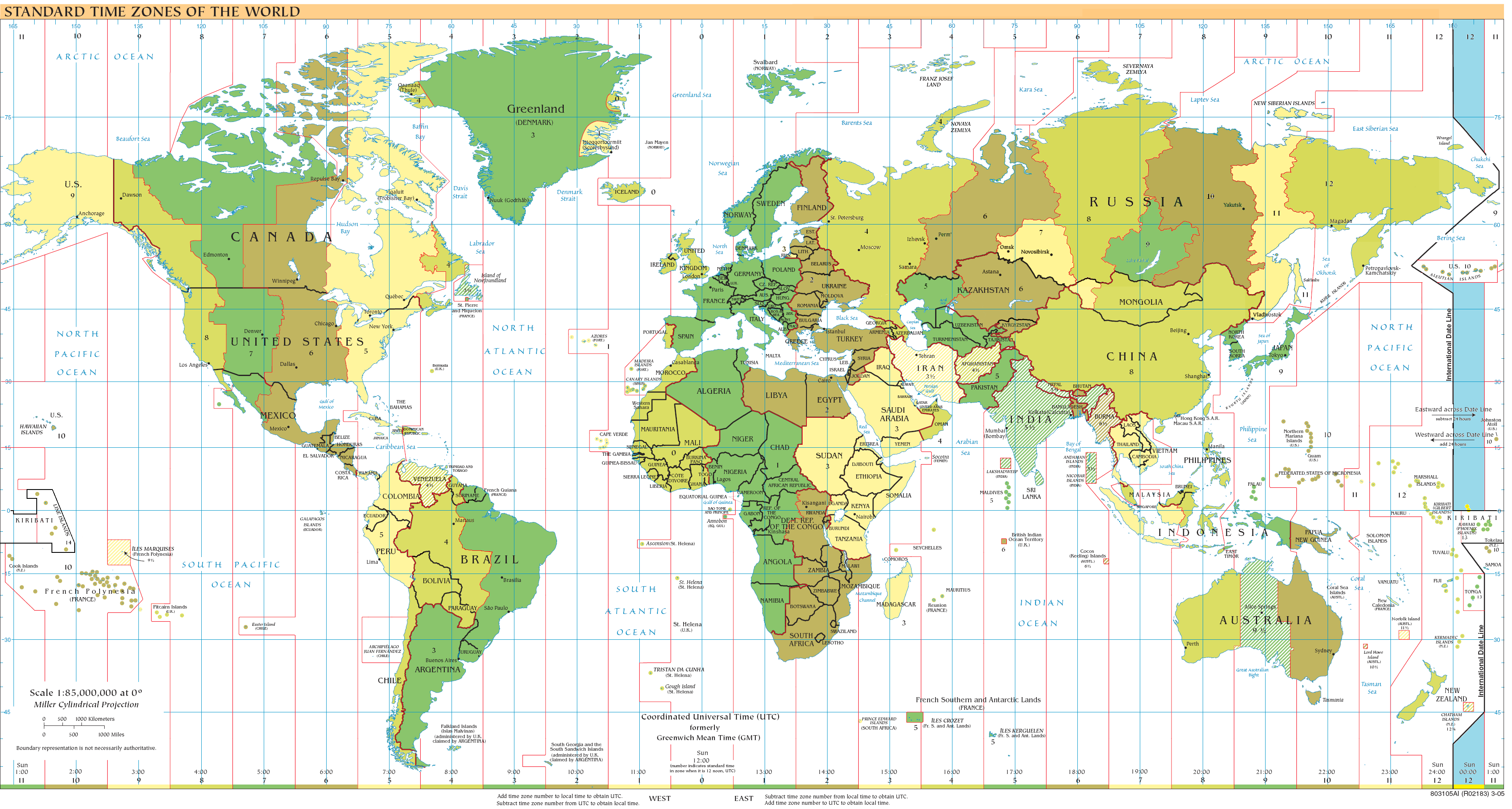
Utilizarea fusului orar UTC−12:

UTC−12 este un fus orar aflat cu 12 ore după UTC. UTC−12 este folosit în următoarele țări și teritorii:

## Ora standard (tot anul)
- Statele Unite ale Americii
  -  Insula Baker
  -  Insula Howland

UTC−12 se află la est de linia de schimbare a datei. Insulele Baker și Howland sunt nelocuite așa că nu există nici o localitate în acest fus orar. UTC−12 este folosit doar de nave care circulă în acest fus orar.